# Plátěnky

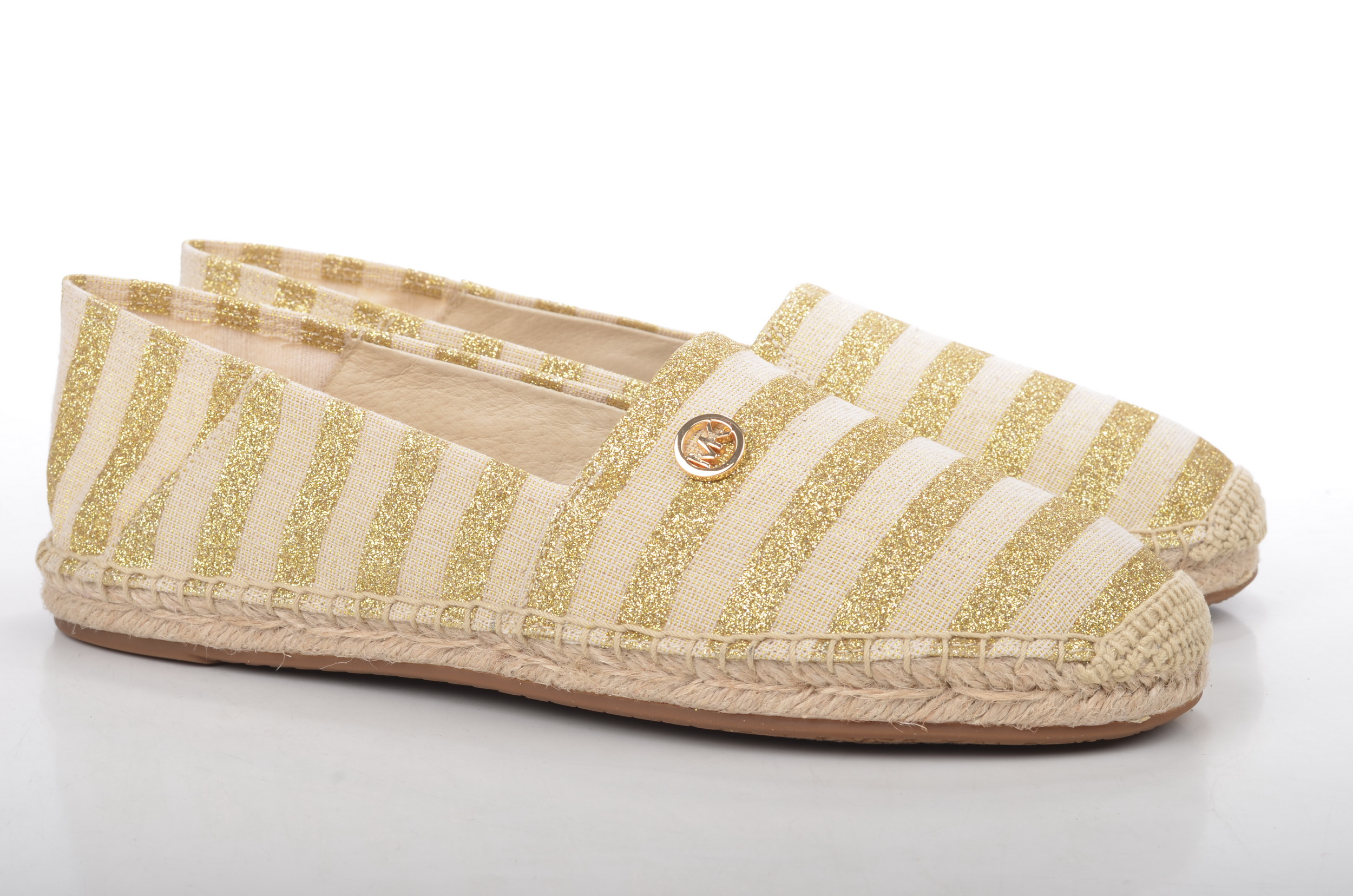
Plátěnky značky Michael Kors.

Plátěnky, nebo také espadrilky, jsou unisexové letní boty. 

## Historie
Tradice plátěnek sahá až do 14. století, kdy se na území dnešního Španělska začala k výrobě podrážek bot používat spletená pevná tráva. Katalánské pojmenování této trávy, espart, dalo vzniknout dalšímu názvu plátěnek – espadrilky.
Dnes se podrážky vyrábějí z gumy a na svršek se kromě bavlny používá třeba džínovina. Od 80. let 20. století se plátěnky rozšiřují po celém světě a v posledních letech jsou módním hitem léta. Tato vzdušná letní obuv platí za vkusnou alternativu sandálům či žabkám.